# Aéroport Erebouni
L'aéroport Erebouni est un aéroport arménien, situé à 7,3 kilomètres au sud du centre de la capitale, Erevan. C'est un aéroport civil et militaire servant la ville d'Erevan.
Depuis quelques années, il est principalement utilisé par l'armée de l'air, cependant quelques compagnies privées de transport aérien assurent des vols intérieurs en hélicoptère.
Les architectes sont L. SH. Christaforyan et R. G. Asratyan. E.N. Tosunyan et I.G. Baghramyan ont été responsables des constructions mécaniques.